# Торхани (Моргауський район)
Торха́ни (рос. Торханы, чув. Турхан, Мăн Турхан) — присілок у Чувашії Російської Федерації, у складі Шатьмапосинського сільського поселення Моргауського району.
Населення — 165 осіб (2010; 180 в 2002, 260 в 1979; 411 в 1939, 434 в 1926, 351 в 1906, 458 в 1858).

## Історія
Історична назва — Торханов, до 1917 року — Торхан. Утворився як виселок села Богоявленське (Оточево). До 1866 року селяни мали статус державних, займались землеробством, тваринництвом, ковальством, слюсарством, виробництвом взуття та одягу. 1 листопада 1886 року відкрито школу грамоти. 1928 року створено колгосп «Çĕнĕ хунав». До 1927 року присілок перебував у складі Чувасько-Сорминської волості Ядрінського повіту. 1927 року присілок переданий до складу Аліковського району, 1935 року — до складу Ішлейського, 1944 — до складу Моргауського, 1959 року — повернутий до складу Аліковського, 1962 року — до складу Чебоксарського, 1964 року — повернутий до складу Моргауського району.

## Господарство
У присілку діє магазин.